# Sandra Roelofs
Sandra Elisabeth Roelofs (* 23. prosince 1968 Terneuzen, Nizozemsko) je nizozemsko-gruzínská aktivistka a diplomatka. Od 25. ledna 2004 do 25. listopadu 2007 a od 20. ledna 2008 do 17. listopadu 2013 první dámou Gruzie. Jejím manželem je bývalý gruzínský prezident Michail Saakašvili.

## Biografie

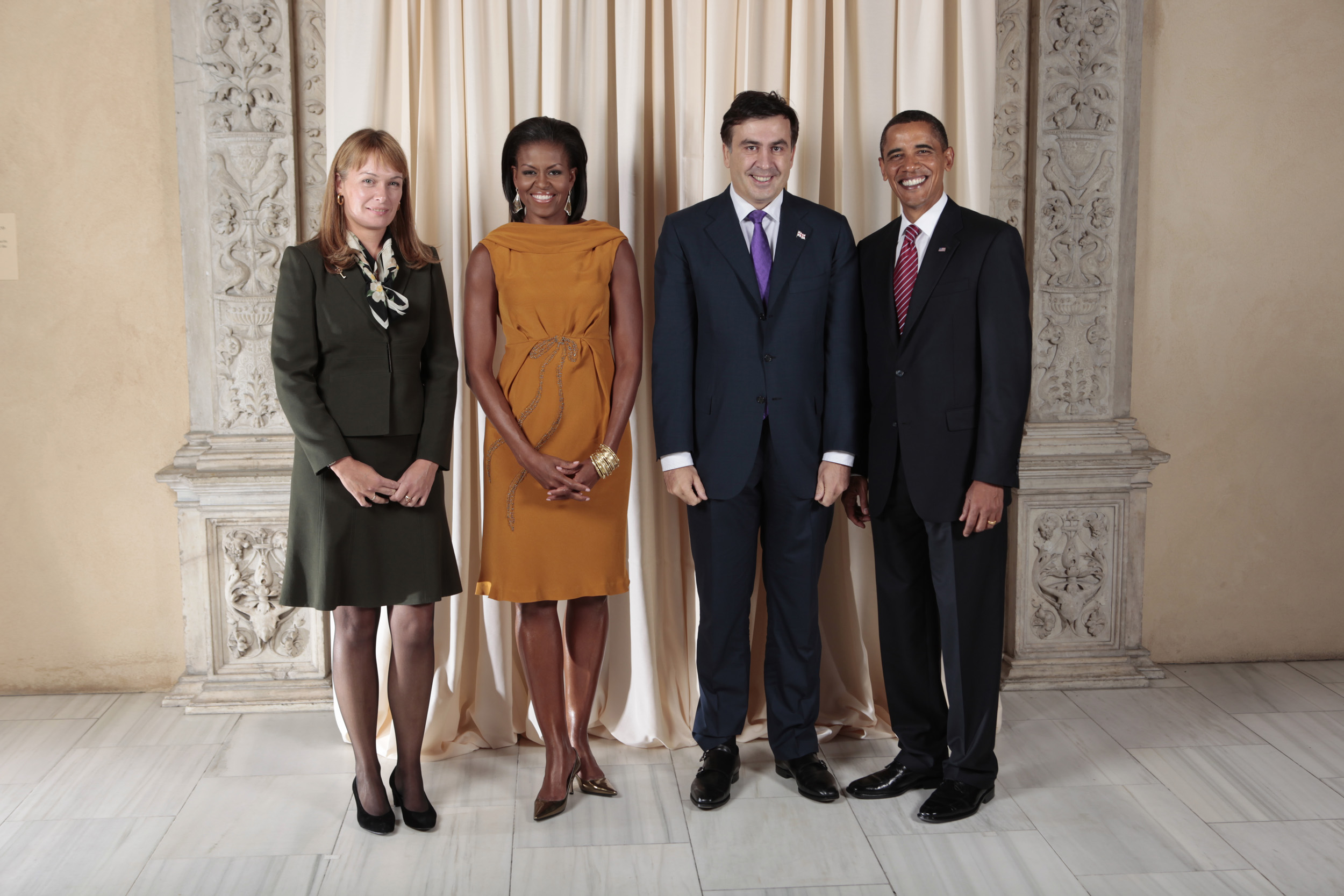
Gruzínský prezidentský pár společně s americkým prezidentem Barackem Obamou a jeho chotí, 2009

Sandra Roelofs se narodila 23. prosince 1968 v Terneuzenu v Nizozemsku. Absolvovala studium na Ústavu cizích jazyků v Bruselu a na Mezinárodním institutu pro lidská práva ve Štrasburku.
V roce 1993 se ve Štrasburku seznámila s Michailem Saakašvilim, pozdějším gruzínským prezidentem, a v témže roce se oba přestěhovali do New Yorku ve Spojených státech amerických. Sandra Roelofs pracovala na Kolumbijské univerzitě a v nizozemské advokátní kanceláři. Na konci téhož roku Roelofs a Saakašvili uzavřeli sňatek. V roce 1996 se odstěhovali do Gruzie a Sandra Roelofs začala pracovat pro Mezinárodní výbor Červeného kříže a nizozemský konzulát v Tbilisi. V letech 1999 až 2003 přednášela na Státní univerzitě v Tbilisi, kde také pracovala na své disertační práci o jazykových aspektech francouzštiny v Belgii. Kromě rodné nizozemštiny ovládala Sandra Roelofs již tehdy nejen francouzštinu a angličtinu, ale také němčinu, ruštinu a gruzínštinu.
V roce 2005 vydala Sandra Roelofs autobiografickou knihu De first lady van Georgië. Het verhaal van een idealiste (The Story of an Idealist).
Když její manžel jako exprezident a trestně stíhaný muž v roce 2013 Gruzii opustil, zůstala Sandra Roelofs zprvu bydlet v Tbilisi. Poté, co byl jejich byt zabaven, uchýlila se i ona do zahraničí. Bydlí od té doby u svých rodičů v nizozemském Terneuzen, se svým mladším synem Nikolozem. Její starší syn Eduard studuje fyziku v USA. Ke svému manželovi se nepřipojila, ani když byl Saakašvili na Ukrajině jmenován guvernérem Oděské oblasti. V současnosti studuje na vysoké škole v Londýně obor zvaný "celosvětová zdravotní politika" (Global Health Policy).

## Charitativní činnost
V roce 1998 Sandra Roelofs založila humanitární a charitativní nadaci SOCO, která na území Gruzie realizuje řadu aktivit v oblasti sociální, zdravotní a vzdělávací. Sandra Roelofs je ředitelkou této nadace. V roce 2007 stála u vzniku první rozhlasové stanice s výlučným zaměřením na vážnou hudbu na Kavkaze - rádio „Muza“.